# Brisbane Cricket Ground
Der Brisbane Cricket Ground ist ein Stadion im Vorort Woolloongabba der australischen Stadt Brisbane, Hauptstadt des Bundesstaates Queensland. Es wird hauptsächlich für Sportveranstaltungen wie Cricket und Australian Football genutzt. Die Anlage ist auch als The Gabba bekannt, dies geht auf den Standort der Spielstätte zurück.

## Geschichte
Die Ursprünge des Gabba liegen im Jahr 1895, als der Ort für Cricketspiele reserviert wurde. Zwischen 1993 sowie 2005 wurde es grundlegend renoviert und heute die Sitzplatzanzahl von 41.974 bietet.

## Nutzung

### Cricket
Das erste Cricket-Spiel fand an diesem Ort im Jahr 1896 zwischen Repräsentation des Parlaments und „The Press“ statt. Das Team Queensland wurde zur Saison 1926/27 in den Sheffield Shield aufgenommen trug aber zunächst seine Heimspiele im Brisbane Exhibition Ground aus. Ab November 1931 folgte der Wechsel ins Gabba, als man eine Partie gegen New South Wales bestritt. Der erste Test wurde in dem Stadion im Rahmen der Tour Südafrikas 1931/32 ausgetragen.
Das berühmteste Spiel, das im Gabba ausgetragen wurde, war das erste Unentschieden innerhalb eines Tests bei der Tour der West Indies 1960/61, als Ian Meckiff im letzten Ball des Spiels sein Wicket durch einen Run Out verlor. Beim Cricket World Cup 1992 wurden drei Vorrundenspiele hier ausgetragen. Unter anderem spielte Indien gegen Australien, was auf Grund von Regenfällen um drei Overs verkürzt wurde. Daraufhin verblieb Indien ein Ball um vier Runs zu erzielen, was jedoch nicht gelang und so Australien mit einem Run gewann.
Zwischen der Saison 2005/06 und 2010/11 spielten die Queensland Blues im Rahmen der Twenty20 Big Bash in dem Stadion. Seit der Gründung der Big Bash League in der Folgesaison wurden diese durch die Brisbane Heat abgelöst. Beim Cricket World Cup 2015 sollten ebenfalls drei Vorrundenspiele stattfinden, jedoch fiel die Begegnung Australiens gegen Bangladesch auf Grund von Regenfällen aus. Insgesamt ist Brisbane als die internationale Spielstätte in Australien bekannt, die am stärksten durch Regen gefährdet ist.
Der Pitch ist bekannt für seine schnelle Charakteristik und ermöglicht ein hohes Abspringen des Balles. Der Grasbewuchs erlaubt es dem Bowler Seitwärtsbewegungen mit dem Ball zu erzeugen. Die Variationen bei Spielen über mehrere Tage erlauben es dennoch, dass der Batter seine Chancen erhält. Derzeit ist das Stadion neben dem Sydney Cricket Ground das einzige Test-Stadion in Australien, das keinen Drop-In Pitch verwendet. Im Rahmen der Olympiabewerbung 2032 besteht die Befürchtung dieses ändern zu müssen. Beim T20 World Cup 2022 war der Brisbane Cricket Ground Austragungsort von vier Partien in der Super 12.
Die Enden des Wickets sind als Stanley Street End und Vulture Street End bekannt.

### Australian Football
Das Stadion war zwischen 1993 und 1996 Heimstadion der Brisbane Bears in der Australian Football League. Als der Verein in einer Fusion in die Brisbane Lions überführt wurde, trug dieser fortan seine Heimspiele in diesem Stadion aus.

### Rugby Union
Bisher hat die australischen Rugby-Union-Nationalmannschaft in dem Stadion sechs Test-Spiele im Rugby Union bestritten. Der erste Test fand in der Saison 1907 gegen Neuseeland statt, der bisher letzte im Rahmen der Tri Nations 2002 gegen Südafrika.

### Rugby League
Zwischen 1909 und 1956 wurden im Gabba elf Tests der australischen Rugby-League-Nationalmannschaft ausgetragen.

### Fußball
Während der Olympischen Sommerspiele 2000 wurden im Stadion sechs Gruppenspiele und ein Viertelfinale im Männer-Fußballturnier ausgetragen.

### Olympische Sommerspiele und Sommer-Paralympics 2032
Im Rahmen der Bewerbung für die Olympischen Sommerspiele 2032 und den dazugehörigen Sommer-Paralympics 2032 war vorgesehen, die Anlage zum Olympiastadion umzubauen und hier neben den Leichtathletikwettkämpfen auch die Eröffnungs- und Schlussfeier stattfinden zu lassen. Die Planungen sahen vor, dass die Kapazität von 42.000 auf 50.000 Besucher erhöht wird. Die Kosten sollten insgesamt eine Mrd. AUD betragen und eine Bahnanbindung über die Cross River Rail im Rahmen des Queensland Rail City Network beinhalten. Im Januar 2024 verkündete der Premierminister von Queensland, Steven Miles, dass er eine Kommission einsetzen würde, um den mit hohen Kosten verbundenen Umbau zu überprüfen. In dessen Folge wurde beschlossen lediglich eine Renovierung für den Cricket Ground vorzunehmen, diesen jedoch nicht mehr für die Olympischen Spiele als Olympiastadion zu nutzen.